# Àcid retinoic
Àcid retinoic és un metabòlit de la vitamina A (retinol) que intervé en les funcions de la vitamina A requerida per al creixement i el desenvolupament dels animals cordats (inclou des dels peixos als humans). Durant el desenvolupament primerenc, l'àcid retinoic és generat en un lloc específic de l'embrió i serveix com una molècula de senyalament que guia el desenvolupament de la part posterior de l'embrió.
El paper clau de l'àcid retinoic en el desenvolupament intervé en l'alta teratogenicitat dels produces farmacèutics, com la isotretinoïna usada en el tractament del càncer i l'acne.

## Mecanisme de l'acció biològica
L'àcid retinoic actua lligant-se amb el receptor de l'àcid retinoic (RAR), el qual està lligat amb l'ADN com a heterodimer amb el receptor del retinoid X (RXR). El control dels nivells d'àcid retinoic és manté per una sèrie de proteïnes que controlen la síntesi i deradació de l'àcid retinoic.

## Farmàcia
- Tretinoïna (Nom comercial: Retin-A)
- Isotretinoïna (Nom comercial: Accutane(US), Roaccutane)